# Praia de Águas Belas
Águas Belas é uma praia brasileira localizada no município de Cascavel no estado do Ceará. Está situada a 65 km de Fortaleza.
Reconhecida por suas belas paisagens no encontro rio Mal Cozinhado com o mar, possui razoável estrutura de barracas de praia e uma boa oferta de pousadas aos visitantes, através de um passeio de buggy visualiza-se a flora típica da caatinga.